# روش‌های رمزگشایی
در نظریهٔ کدگذاری، رمزگشایی (به انگلیسی: decoding) فرایند ترجمهٔ پیام‌های دریافتی به کدواژه‌های (به انگلیسی: codeword) یک کد معین است. روش‌های مختلفی برای نگاشت پیام‌ها به کدواژه‌ها وجود دارد که معمولاً برای بازیابی پیام‌های ارسال‌شده از طریق یک کانال نویزی، مانند یک کانال دودویی متقارن (به انگلیسی: binary symmetric channel) استفاده می‌شوند.

## نمادگذاری
کد {\displaystyle C\subset \mathbb {F} _{2}^{n}} یک کد باینری با طول n است؛ {\displaystyle x,y} عناصری از {\displaystyle \mathbb {F} _{2}^{n}} هستند؛ و {\displaystyle d(x,y)} فاصله بین این عناصر را نشان می‌دهد.

## رمزگشایی ناظر ایده‌آل
اگر پیام {\displaystyle x\in \mathbb {F} _{2}^{n}} داده شده باشد، رمزگشایی ناظر ایده‌آل (به انگلیسی: ideal observer decoding) کدواژه {\displaystyle y\in C} را تولید می‌کند. فرایند به این صورت است که:
{\displaystyle \mathbb {P} (y{\mbox{ sent}}\mid x{\mbox{ received}})}
به عنوان مثال، شخص می‌تواند کدواژه {\displaystyle y} را انتخاب کند که احتمالاً به عنوان پیام {\displaystyle x} بعد از انتقال دریافت می‌شود.

### توافقات رمزگشایی
هر کدواژه یک احتمال مورد انتظار ندارد: ممکن است بیش از یک کدواژه با احتمال برابر برای تغییر به پیام دریافتی وجود داشته باشد. در چنین مواردی، فرستنده و گیرنده باید از قبل بر سر یک توافق رمزگشایی با یکدیگر به توافق برسند. توافقات محبوب شامل موارد زیر است:
1. درخواست برای ارسال مجدد کدواژه - درخواست بازفرستی خودکار (به انگلیسی: automatic repeat-request).
2. انتخاب هر کدواژه تصادفی از مجموعه کدواژه‌های محتمل‌تر که به پیام نزدیک‌تر هستند.
3. اگر کد دیگری دنبال شود، بیت‌های مبهم کدواژه را به عنوان پاک‌شدگی علامت بزنید و امیدوار باشید که کد بیرونی (به انگلیسی: outer  code) آن‌ها را شفاف‌سازی کند.
4. گزارش یک شکست رمزگشایی به سیستم.

## رمزگشایی درست نمایی بیشینه
با دریافت یک بردار {\displaystyle x\in \mathbb {F} _{2}^{n}} رمزگشایی درست نمایی بیشینه (به انگلیسی: maximum likelihood decoding) کدواژه {\displaystyle y\in C} را انتخاب می‌کند که بیشترین مقدار{\displaystyle \mathbb {P} (x{\mbox{ received}}\mid y{\mbox{ sent}})} را به دست می‌آورد، یعنی کدواژه {\displaystyle y} که احتمال دریافت پیام {\displaystyle x} با فرض ارسال {\displaystyle y} را به حداکثر می‌رساند. اگر همه کدواژه‌ها به یک اندازه احتمال ارسال داشته باشند، این طرح معادل با رمزگشایی ناظر ایده‌آل است. در واقع، با استفاده از قضیه بیز (به انگلیسی:  Bayes Theorem),
{\displaystyle {\begin{aligned}\mathbb {P} (x{\mbox{ received}}\mid y{\mbox{ sent}})&{}={\frac {\mathbb {P} (x{\mbox{ received}},y{\mbox{ sent}})}{\mathbb {P} (y{\mbox{ sent}})}}\\&{}=\mathbb {P} (y{\mbox{ sent}}\mid x{\mbox{ received}})\cdot {\frac {\mathbb {P} (x{\mbox{ received}})}{\mathbb {P} (y{\mbox{ sent}})}}.\end{aligned}}}
با ثابت کردن {\displaystyle \mathbb {P} (x{\mbox{ received}})} ، {\displaystyle x} بازساخته می‌شود و {\displaystyle \mathbb {P} (y{\mbox{ sent}})} ثابت است زیرا همه کدواژه‌ها به یک اندازه احتمال ارسال دارند؛ بنابراین، {\displaystyle \mathbb {P} (x{\mbox{ received}}\mid y{\mbox{ sent}})} به عنوان تابعی از متغیر {\displaystyle y} به حداکثر می‌رسد دقیقاً زمانی که {\displaystyle \mathbb {P} (y{\mbox{ sent}}\mid x{\mbox{ received}})} به حداکثر می‌رسد، و ادعا تأیید می‌شود.
همانند رمزگشایی ناظر ایده‌آل، باید توافقی برای رمزگشایی غیرمنحصربه‌فرد (به انگلیسی: non-unique) برقرار شود.
مسئله رمزگشایی درست نمایی بیشینه نیز می‌تواند به عنوان یک مسئله برنامه‌نویسی صحیح (به انگلیسی: integer programming)
مدل‌سازی شود.
الگوریتم رمزگشایی درست نمایی بیشینه یک نمونه از مسئله «به حداکثر رساندن تابع ضرب» است که با اعمال قانون توزیعی تعمیم‌یافته (به انگلیسی: generalized distributive law) حل می‌شود.